# Semmes
La ville de Semmes est située dans le comté de Mobile, dans l’État de l’Alabama, aux États-Unis. En 2012, elle comptait 3 115 habitants. Son nom est un hommage à l'amiral confédéré Raphael Semmes.

## Source
- (en) Cet article est partiellement ou en totalité issu de l’article de Wikipédia en anglais intitulé « Semmes, Alabama » (voir la liste des auteurs).